# ماجوريان
اسمه الكامل فلافيوس يوليوس فاليريوس ماجوريانوس (باللاتينية: Flavius Julius Valerius Majorianus) ويعرف اختصارا باسم ماجوريان (باللاتينية: Majorian) هو إمبراطور روماني غربي حكم من سنة 457 إلى سنة 461 ميلادية ويعتبره المؤرخين آخر إمبراطور عسكري حكم روما. كان جنرال في الجيش الروماني أثناء حكم الإمبراطور الروماني أفيتوس في الإمبراطورية الرومانية الغربية، حقق عدة نجاحات أثناء ذلك بمعونة الجنرالات البرابرة ألذين عملوا تحت سلطة روما ريسيمر وإيغيديوس تمكن من خلالها من هزيمة القوط والوندال في صقلية أثناء محاولة زحفهم نحو روما، في سنة 455 قام بخلع أفيتوس وأصبح هو الإمبراطور، قام بتنصيب أفيتوس أسقف في رافينا لكنه قام باغتياله في النهاية لتكشيكه برغبة عودته للحكم. حقق عدة نجاحات أثناء فترته القصيرة في تولي الحكم، حيث تمكن من هزيمة تيودوريك الثاني ملك القوط الغربيين في هسبانيا وسبتمانيا في معركة أرليس في سنة 458، وأجبر القوط الغربيين للرجوع إلى المفاوضات لوضعهم في هسبانيا، كما هاجم البورغونديين وهزمهم في حصار لوغدونوم (ليون) وأخرجهم من وادي نهر الرون، تمكن ماجوريان أيضاً من الانتصار على السويبيين في هسبانيا، أثناء قيامهم بمنع حملته إلى أفريكا من خلال هسبانيا لأجل ضرب الوندال، إلا أنه تراجع عن ذلك بعد قيام الوندال بسرقة سفنه خلسة. قام ماجوريان بإعادة تنظيم شؤون الإمبراطورية وحاول إعادة روما إلى قوتها السابقة، لكن الجنرال الأكثر نفوذ ريسيمر ومجلس الشيوخ لم يعجبهم انفراد ماجوريان للسلطة فدبروا مؤامرة لاغتياله في أغسطس 461 في تورتونا أثناء عودته إلى روما. يقول المؤرخ إدوارد جيبون أن ماجوريان كان يمثل شخصية بطولية وكان يعتبر آخر أمل روما للرجوع لقوتها السابقة قبل ان يسقط حكم الإمبراطورية في سنة 478 ميلادية.

## النشأة
يُعرف عن حياة ماجوريان وعهده أكثر من حياة الأباطرة الغربيين الآخرين في نفس الفترة. أهم المصادر هي السجلات التي تغطي النصف الثاني من القرن الخامس - تلك الخاصة بـهايداتيوس ومارسيلينوس كوميس، بالإضافة إلى بريسكوس وجون الأنطاكي.[بحاجة لمصدر]
إلى جانب هذه المصادر، والتي تعد تشمل أيضًا السير الذاتية للأباطرة الآخرين، تتوفر بعض المصادر المميزة التي تظهر بعض تفاصيل حياة ماجوريان، قبل وبعد وصوله إلى العرش. كان الأرستقراطي الغالو-روماني والشاعر سيدونيوس أبوليناريس أحد معارف الإمبراطور وألّف مديحًا له، اعتُبر مصدرًا رئيسيًا لحياة ماجوريان حتى عام 459. فيما يتعلق بسياسته، احتُفظ باثني عشر قانون له: وُضعت قوانين نوفيلا مايورياني في كتاب الصلوات اليومية الذي جُمع لملك القوط الغربيين ألاريك الثاني في عام 506، وساعدت على فهم المشاكل التي ضغطت على حكومة ماجوريان.
ربما وُلد ماجوريان بعد عام 420، لأنه عُرف في عام 458 باسم «الفتى الشاب». كان ينتمي إلى الطبقة الأرستقراطية العسكرية للإمبراطورية الرومانية. وصل جده الذي يحمل نفس الاسم إلى رتبة قائد الجنود في عهد الإمبراطور ثيودوسيوس الأول، وبصفته رئيس الأركان للجيش الإيليري، كان حاضرًا في تتويجه في سيرميوم عام 379. تزوجت ابنة قائد الجنود ضابطًا، يُدعى دومنينوس، الذي كان يدير الشؤون المالية لأيتيوس، قائد الجنود القوي في الغرب. أعطى الزوجان اسم مايوريانوس لطفلهما تكريما لجده المُلهم.

بدأ ماجوريان مسيرته العسكرية تحت حكم أيتيوس نفسه. تبع أيتيوس إلى غاليا، حيث التقى بضابطين، تحت قيادة أيتيوس أيضًا، لعبا دورًا مهمًا في حياة ماجوريان، وهما ريسيمر السويبي-القوطي الغربي وأجيديوس الغالو-روماني. برز ماجوريان في الدفاع عن مدينة تورونينسيس (تور حديثًا) وفي معركة ضد الفرنجة بقيادة الملك كلوديون، بالقرب من فيكوس هيلينا (عام 447 أو 448). أخيرًا، حارب ماجوريان وقاد الفرسان على جسر، بينما كان أيتيوس يسيطر على الطرق المؤدية إلى ساحة المعركة:
كان هناك ممر ضيق عند تقاطع طريقين، وطريق يعبر قرية هيلينا... والنهر. بقي [أيتيوس] عند مفترق الطرق بينما حارب ماجوريان بصفة فارس بالقرب من الجسر نفسه...

  - سيدونيوس أبوليناريس، كارمينا، ف 207-227. أندرسون تر.
نحو عام 450، نظر الإمبراطور الروماني الغربي فالنتينيان الثالث في إمكانية زواج ابنته بلاسيديا من ماجوريان. كان لدى فالنتينيان ابنتان وليس له أبناء، أي لم يكن هناك وريث للعرش. كان وجود ماجوريان صهرًا له سيزيد من قوة فالنتينيان في مواجهة الجنرالات الأقوياء الآخرين وسيحل مشكلة الخلافة. علاوةً على ذلك، كونه إمبراطور، كان من الممكن أن يقود ماجوريان الجيش بنفسه، متحررًا من خطورة التعاقد مع أحد الجنرالات الأقوياء، مثلما كان فالنتينيان مضطرًا للتعاقد مع أيتيوس.
كان القصد من هذه الخطة هو تجنب احتمال أن يخلف الجنرالات البربريون مثل هنريق أو أتيلا الهوني أيتيوس، لكنها اصطدمت بخطط أيتيوس نفسه. في الواقع، خطط الجنرال الروماني لزواج ابنه غاودنتيوس من بلاسيديا. عارض بذلك خطة فالنتينيان، ووضع حدًا لمهنة ماجوريان العسكرية وأحاله من منصبه وأرسله إلى بلده. وفقًا للشاعر سيدونيوس أبوليناريس، كان سبب سقوط ماجوريان هو غيرة زوجة أيتيوس، التي كانت تخشى أن يطغى ماجوريان على نفوذ أيتيوس.